# Berkley (Michigan)
Pour les articles homonymes, voir Berkley.
Berkley est une cité située dans l’État américain du Michigan. C'est une banlieue de Détroit, dans le comté d'Oakland. Selon le recensement de 2000, sa population est de 15 531 habitants.